# Juhani Vellamo
Juhani Vilhem Vellamo, detto Pekka (Jämijärvi, 4 aprile 1912 – Tampere, 22 maggio 2004), è stato un sollevatore finlandese.

## Carriera
Da sollevatore, vinse diversi campionati finlandesi dal 1939, e partecipò a sette campionati nordici, vincendo tre medaglie d'oro nel 1950, 1951 e 1953. Prese parte ai Giochi olimpici di Londra 1948, dove si classificò settimo, vincendo nella stessa manifestazione un bronzo europeo, e ai Giochi olimpici di Helsinki 1952.
Vinse una medaglia di bronzo ai campionati mondiali di Filadelfia nel 1947 e un argento e un bronzo ai campionati europei di Helsinki nel 1947 e Scheveningen nel 1949. Fu inoltre giocatore di pesäpallo (il baseball finlandese) vincendo un campionato nel 1942 (Pesäpallon SM-sarja) con il Valtion Lentokonetehtaan Tampere.